# Ben Folds

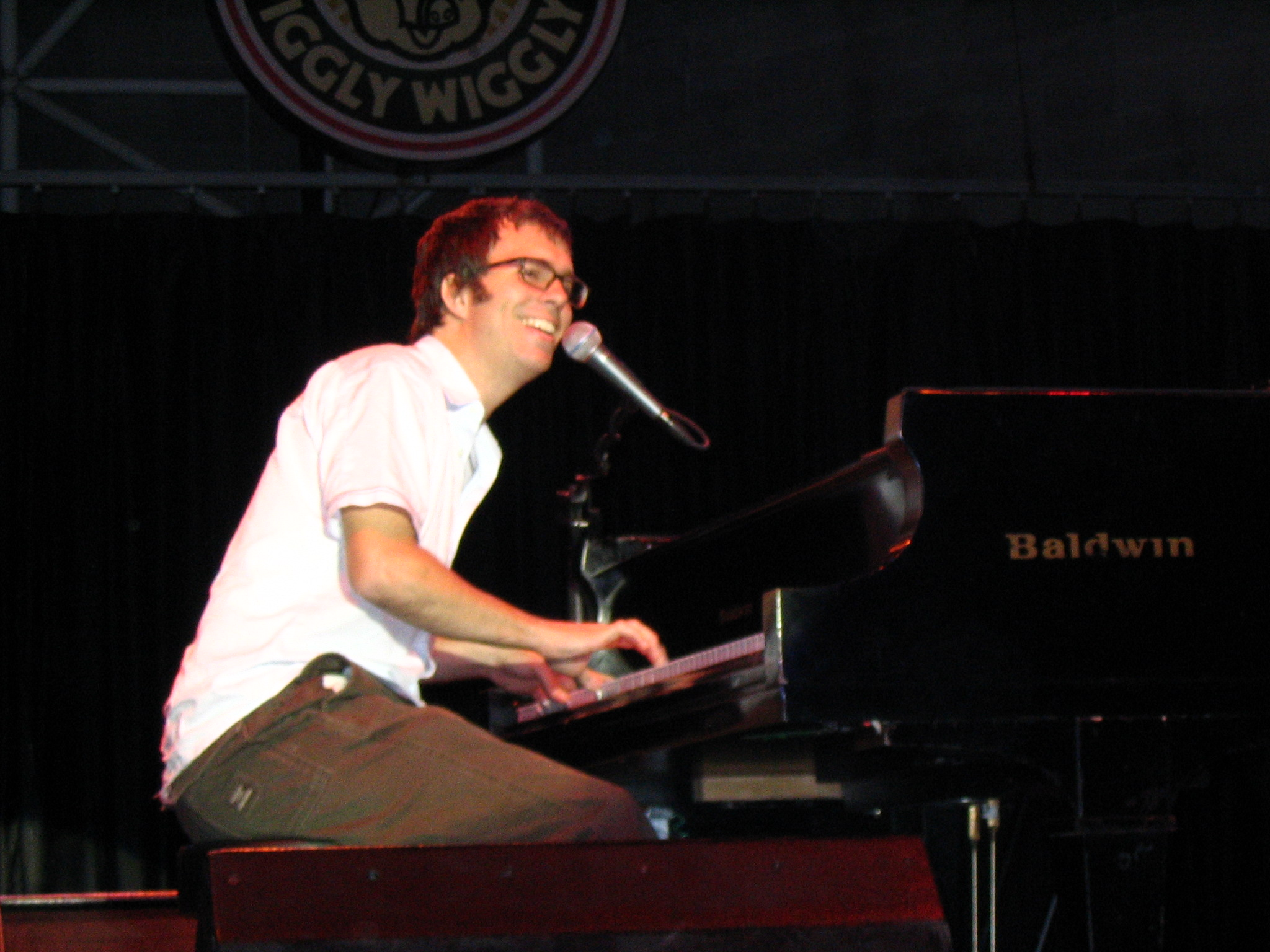
Ben Folds

Ben Folds (12 september 1966) is een Amerikaanse singer-songwriter. Hij begeleidt zichzelf voornamelijk op de piano, maar speelt ook andere instrumenten. Hij was in de jaren 90 de frontman van band Ben Folds Five. Na een lange periode van inactiviteit is deze band sinds 2012 weer actief.

## Discografie
- Rockin' the Suburbs (2001)
- Ben Folds Live (2002)
- Ben Folds and WASO - Live in Perth (2005)
- Songs for Silverman (2005)
- iTunes Originals (2005)
- Over the Hedge (2006)
- supersunnyspeedgraphic, the lp (2006)
- Ben Folds Fun DVD, (2006)
- Live at My Space, (2007)
- Way to Normal (2008)
- Stems and Seeds (2009)
- Lonely Avenue (2010)

- Bibliothèque nationale de France: cb140335411 (data)
- Gemeinsame Normdatei: 135240085
- International Standard Name Identifier: 0000 0001 1437 0502
- Library of Congress Control Number: no00092756
- MusicBrainz: 51b7f46f-6c0f-46f2-9496-08c9ec2624d4
- Nationale Bibliotheek van Tsjechië: xx0058425
- Nederlandse Thesaurus van Auteursnamen: 243105363
- Virtual International Authority File: 5132033
- WorldCat: E39PBJcrjppt9Yj8YhVw4cp9Dq